# Таїс Афінська
Таїс або Таіс (грец. Θαΐς; 4 столітті до н. е.) була відомою грецькою гетерою, яка супроводжувала Александра Македонського в його походах. Ймовірно з Афін, вона найбільш відома тим, що спровокувала підпал Персеполя. У той час Таїс була коханкою Птолемея I Сотера, одного з близьких сподвижників і генералів Александра. Було припущено, що вона також могла бути коханкою Александра, на підставі заяви Афінея про те, що Александр любив «тримати Таїс при собі», але це може просто означати, що він насолоджувався її товариством, оскільки вона, як кажуть, була дуже дотепною і веселою. Афіней також каже, що після смерті Александра Птолемей одружився з Таїс, яка народила трьох дітей і, можливо, навіть стала царицею Єгипту.

## Спалення Персеполя
Таїс нібито прибула з Афін і супроводжувала Александра під час його походів в Азію. Вона привернула увагу істориків, коли в 330 році до нашої ери Александр після бенкету спалив палац Персеполя, головну резиденцію переможеної династії Ахеменідів. Таїс була присутня на вечірці та виголосила промову, яка переконала Александра спалити палац. Клітарх стверджує, що руйнування було примхою; Плутарх і Діодор стверджують, що це було призначено як відплата за спалення Ксерксом старого храму Афіни на Акрополі в Афінах (на місці існуючого Парфенона) у 480 році до нашої ери під час перських війн.
Коли цар Александр загорівся від їхніх слів, усі вскочили зі своїх лож і передали слово, щоб сформувати переможну процесію на честь Діоніса. Відразу зібралося багато факелів. На бенкеті були присутні жінки-музиканти, тому король вивів їх усіх на комус під звуки голосів, флейт і сопілок, а гетера Таїс керувала всім виступом. Вона першою після короля кинула свій палаючий факел у палац. Оскільки всі інші зробили те саме, одразу вся територія палацу була знищена, настільки сильною була пожежа. Було дивовижним те, що за нечестивий вчинок Ксеркса, царя персів, проти афінського акрополя мала бути відплачена через багато років однією жінкою, громадянкою країни, яка постраждала від цього, і в розвазі.— Діодор Сицилійський (XVII.72)
Стверджується, що в той час Таїс була коханкою Александра. Т. Д. Огден припускає, що Птолемей взяв її пізніше, хоча інші автори вважають, що вона завжди була супутницею Птолемея.

## Подальше життя
Подальша кар'єра Таїс невизначена. За словами Афінея, вона одружилася зі своїм коханим Птолемеєм, який став царем Єгипту, після смерті Александра. Навіть якщо вони насправді не були одружені, їхні стосунки, здається, набули «квазі-юридичного статусу». Вона народила від Птолемея трьох дітей:
- Лаг, відомий зі згадки про його перемогу в перегонах на колісницях у Лікеї, на аркадському фестивалі, у 308/307 роках.
- Александр Леонтіскус, який, здається, був на Кіпрі зі своєю сестрою, як він записав там як полонений Деметрієм Поліоркетом у 307 або 306 роках після його вторгнення на острів. Пізніше його відправили додому до Птолемея.[4]
- Ейрена, видана в шлюб з Евностом, царем Солої на Кіпрі.[1][5]

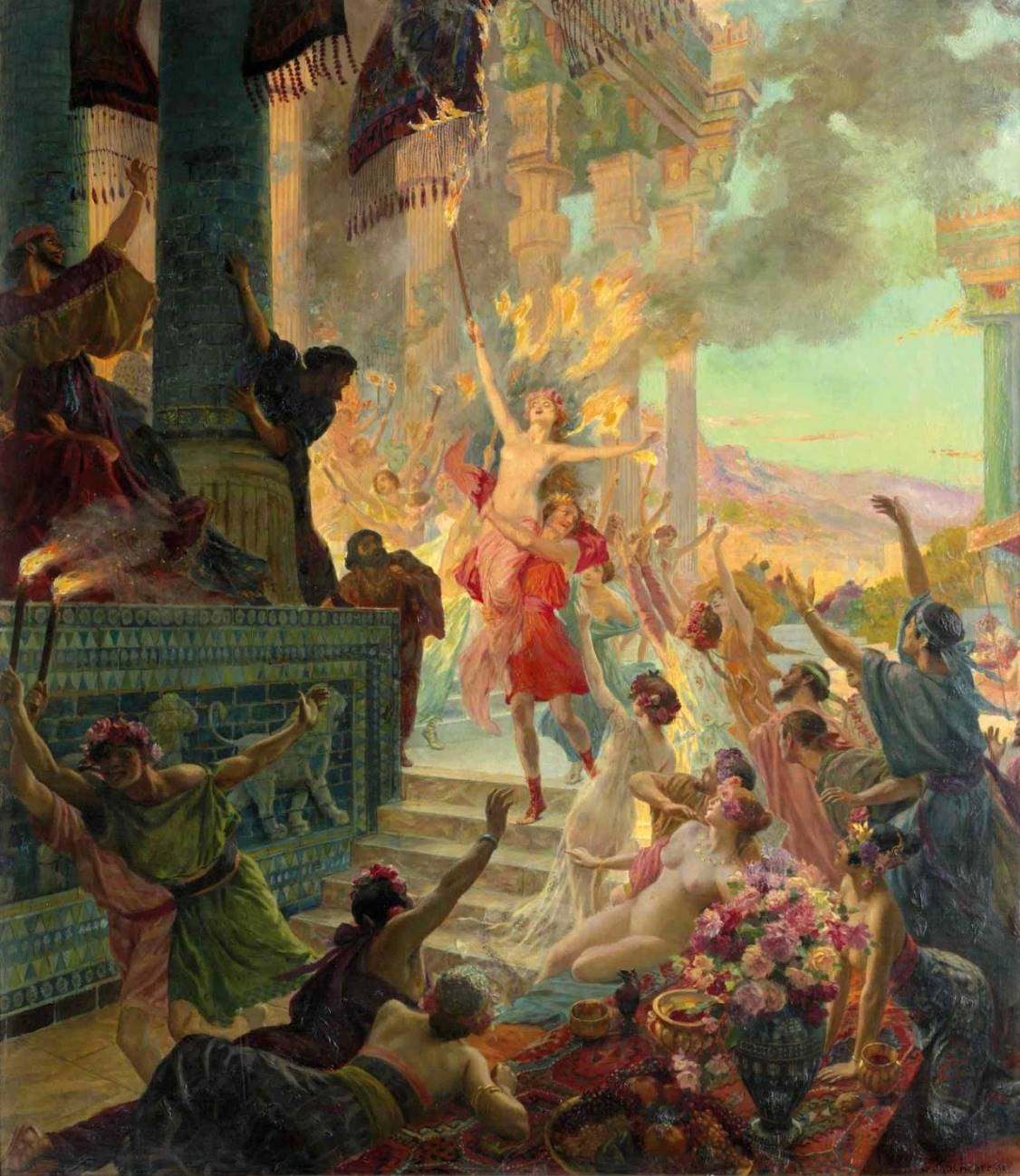
Таїс очолює руйнування палацу Персеполіс, як його уявляє Жорж-Антуан Рошегросс у Таїсі, 1890 рік.

Яким би не був правовий статус їхніх відносин, роль Таїс в Єгипті неясна. Птолемей мав інших дружин, спочатку Еврідіку, а пізніше Береніку I, яка стала його головною дружиною та матір'ю його спадкоємця.
Дата смерті Таїс невідома.

## Вияви в літературі
Її неперевершена персона призвела до появи персонажів на ім’я Таїс у кількох літературних творах, найвідоміші з яких перелічені нижче. У посткласичний період її зазвичай зображують у літературі та мистецтві як коханку Александра, а не Птолемея.

### Класичний
У п’єсі Теренція «Євнух» є жіночий герой, який є куртизанкою на ім’я Таїс на честь історичної особи. Слова Таїса з п'єси цитуються в есе Цицерона De Amicitia .
У «Remedia Amoris» Овідія (383) Таїс протиставляється Андромахі, Андромаха є втіленням відданої дружини, тоді як Таїс сприймається як втілення сексу. Таїда, каже Овідій, є предметом його мистецтва.
У книзі Афінея «Дейпнософісти» міститься ряд зауважень, приписуваних Таїс. «Одного разу вона сказала своєму хвалькуватому коханцеві, який позичив кілька келихів у багатьох людей і сказав, що він збирається розбити їх і зробити з них інші: «Ти знищиш те, що належить кожній приватній особі». " Іншого разу, коли її запитали, до кого вона йде в гості, вона сказала: «Щоб жити з Егеєм, сином великого Пандіона», - дотепний спосіб опису невідомого покровителя як смердючого цапа (Егеєве море, або Козяче море, було названо на честь смердючого козла Егея син, народжений Пандіоном від тваринного зв’язку).

### Посткласичний

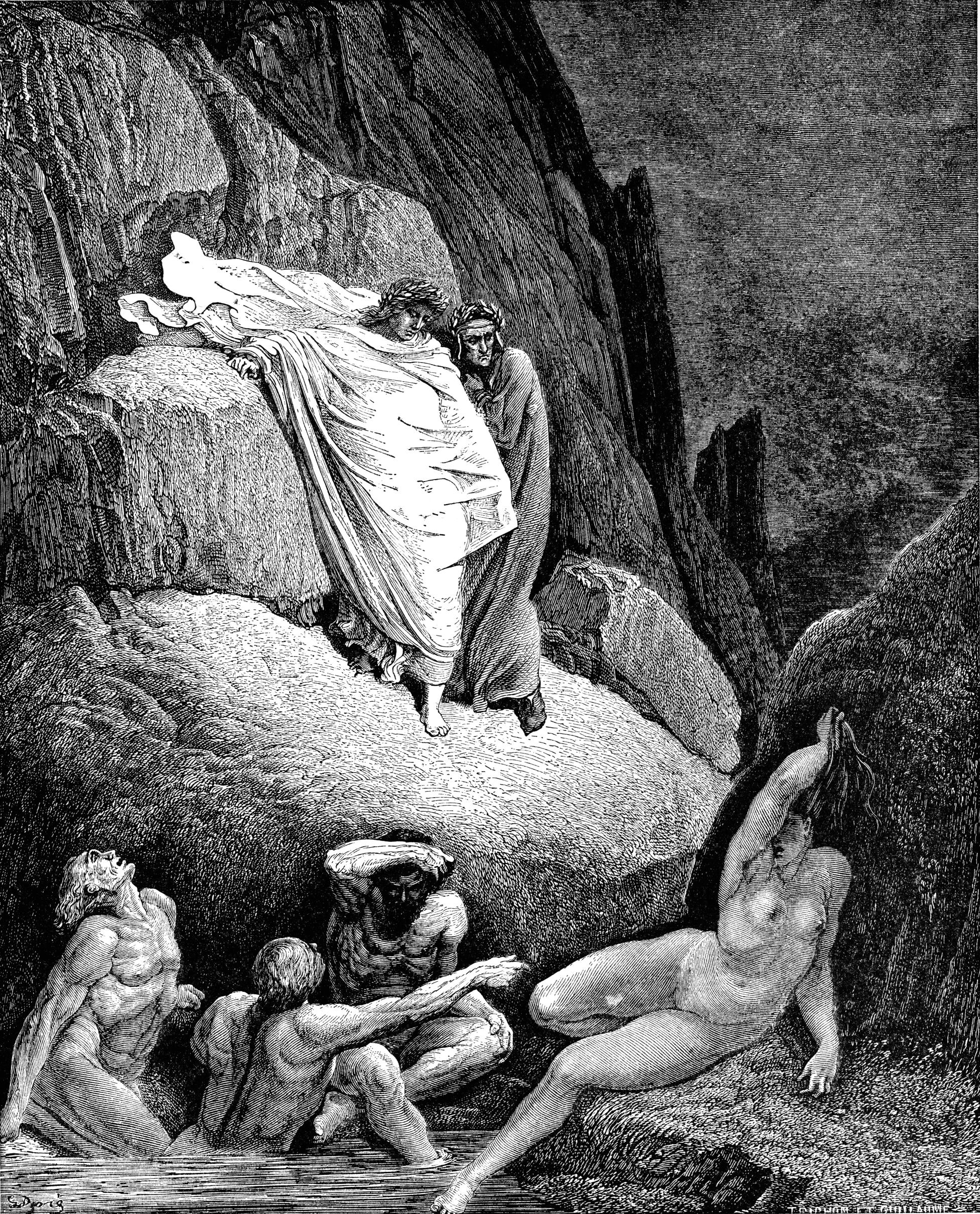
Данте і Вергілій проходять повз Таїс у пеклі. Ілюстрація Гюстава Доре до «Божественної комедії» «Пекло».

У « Божественній комедії» персонаж на ім’я Таїс є однією з небагатьох жінок, яких Данте Аліг’єрі бачить під час своєї подорожі пеклом («Пекло», XVIII, 133-136). Вона перебуває в колі підлабузників, занурена в ров з екскрементами, потрапивши туди, як нам розповідає Вергілій, за те, що вона сказала своєму коханому, що вона «чудово» любить його. Дантева Таїс може або не може бути призначена для представлення історичної куртизанки, але слова, приписані їй, походять із цитат Цицерона з Теренція.
Таїс і Александр Македонський викликані Фаустом у п’єсі Крістофера Марло « Доктор Фаустус» для розваги імператора Священної Римської імперії Карла V.
Таїс з’являється як коханка Александра в поемі Джона Драйдена «Бенкет Александра, або Сила музики» (1697), яка починається з опису Александра на троні з «милою Таїс поруч», яка сидить «як квітуча східна наречена». Розповідь про бенкет у поемі закінчується порівнянням Таїс із Оленою з Трої: «Таїс провів шлях/Щоб підвести його до його здобичі/І, як інша Олена, випустив ще одну Трою». Пізніше вірш був покладений на музику Георгом Фредеріком Генделем як ораторія, також названа «Бенкет Александра». Роберт Геррік (1591-1674) у своїй книзі «Яку коханку він матиме» робить висновок: «Нехай її Лукреція цілий день буде, Таїс уночі для мене, Будь вона такою, якою ні буде, Нехай мене голодує, ні переповнює».
Таїс — персонаж другого плану у двох романах Мері Рено про Александра Македонського : «Вогонь з неба» та «Перський хлопчик», а також у біографії Рено Александра «Природа Александра». Вона також є допоміжним персонажем у романі Джо Грем «Викрадання вогню», який розповідає про наслідки смерті Александра.
Таїс — героїня роману російського письменника Івана Єфремова «Таїс з Афін» 1972 року. У ньому описано її життя від зустрічі з Александром Македонським до часу, коли вона була королевою Мемфіса в Єгипті.
Інші літературні фігури на ім'я Таїс є посиланнями на Таїсу Александрійську, християнську святу пізнішого періоду, про яку були написані французький роман і опера.

## Зовнішні посилання
- Стенограма розповіді Клітарха про підпал Персеполя
- Коментар про підпал палацу в Персеполі, включаючи уривки з Діодора та Плутарха
- біографія Крістофера Беннета